# Missa Brevis (Kvandal)
Johan Kvandal voltooide zijn Missa Brevis in 1997. Het is zijn op een na laatste compositie. Alleen zijn pianoconcert volgde nog.
Deze Missa Brevis en de Fantasie voor orgel werden uitgevoerd met/op het in 1997 geplaatste nieuwe kerkorgel op 23 november 1997 in de Bergen domkirke. Zoals vaker werd geschreven werden beide stukken zeer gewaardeerd. De muziek van Kvandal is modern van aard, maar blijft toch vooral tonaal. Voor de gemiddelde luisteraar prettig om aan te horen voor klassieke muziek van de 20e eeuw. Voorts werd door de pers geconstateerd, dat met name de Missa Brevis haar weg wel zou vinden binnen de Noorse kerkdiensten. Men gaf daarbij direct de beperktheid van het oeuvre van Johan Kvandal aan. Het werd goed ontvangen in Noorwegen, maar daarbuiten is die muziek nauwelijks bekend. Aldus de Bergen Tidende op 25 november 1997. Het werk werd geschreven voor de Bergen Domkantori onder leiding van Magnar Mangersnes. Tor Grønn zat achter het orgel. In 1998 verscheen de Missa Brevis in drukvorm bij Norsk Musikforlag. De stemverdeling in het koor is sopraan, alt, tenor en bariton.